# Kościół Imienia Jezus we Wrocławiu
Kościół Imienia Jezus we Wrocławiu, obecnie kościół uniwersytecki przy pl. Uniwersyteckim 1 – barokowy kościół, wzniesiony przez jezuitów w latach 1689–1698.

## Architektura

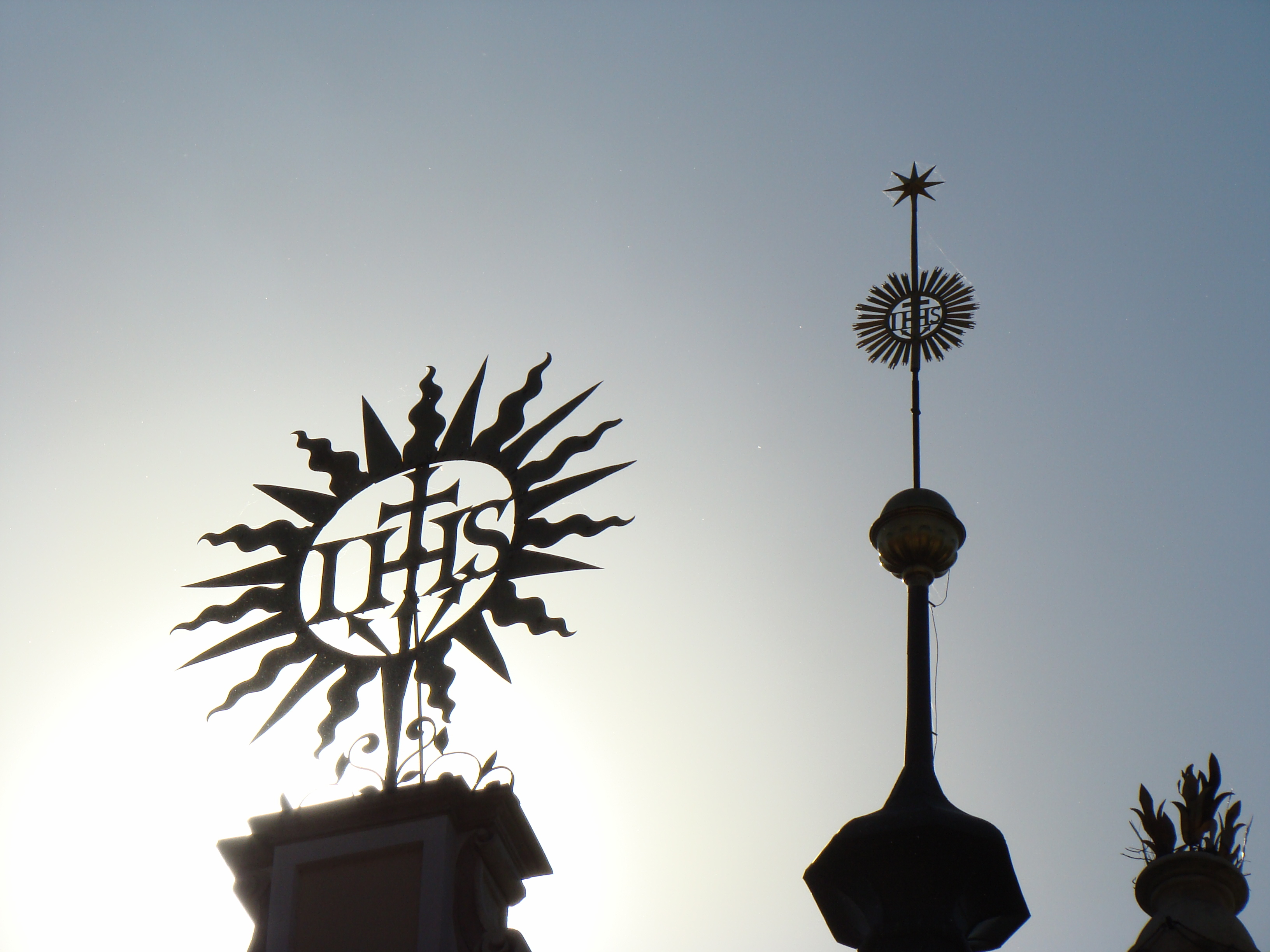
Sygnaturki kościoła Imienia Jezus

Świątynia ta ma jeden z najbogatszych we Wrocławiu wystrojów barokowych wnętrza. Jest to typowa dla architektury jezuickiej świątynia jednonawowa z dwoma rzędami (2 × 6) kaplic bocznych, nad którymi znajdują się empory otwarte ku nawie. Długość kościoła wynosi 53,2 metry, szerokość 26,2 m, a wysokość 23,6 m. Dość nietypowy jest fakt, że świątynia posiada dwie sygnaturki – malutką z 1700 na wschodnim szczycie kościoła i większą z 1727.
Kościół wzniesiony został w miejscu południowego skrzydła dawnego zamku cesarskiego. Z wyburzonego zamku zachowano jednopiętrowy budynek renesansowy, który wykorzystano jako zakrystię. Przetrwały renesansowe portale okienne i drzwiowe.

## Historia

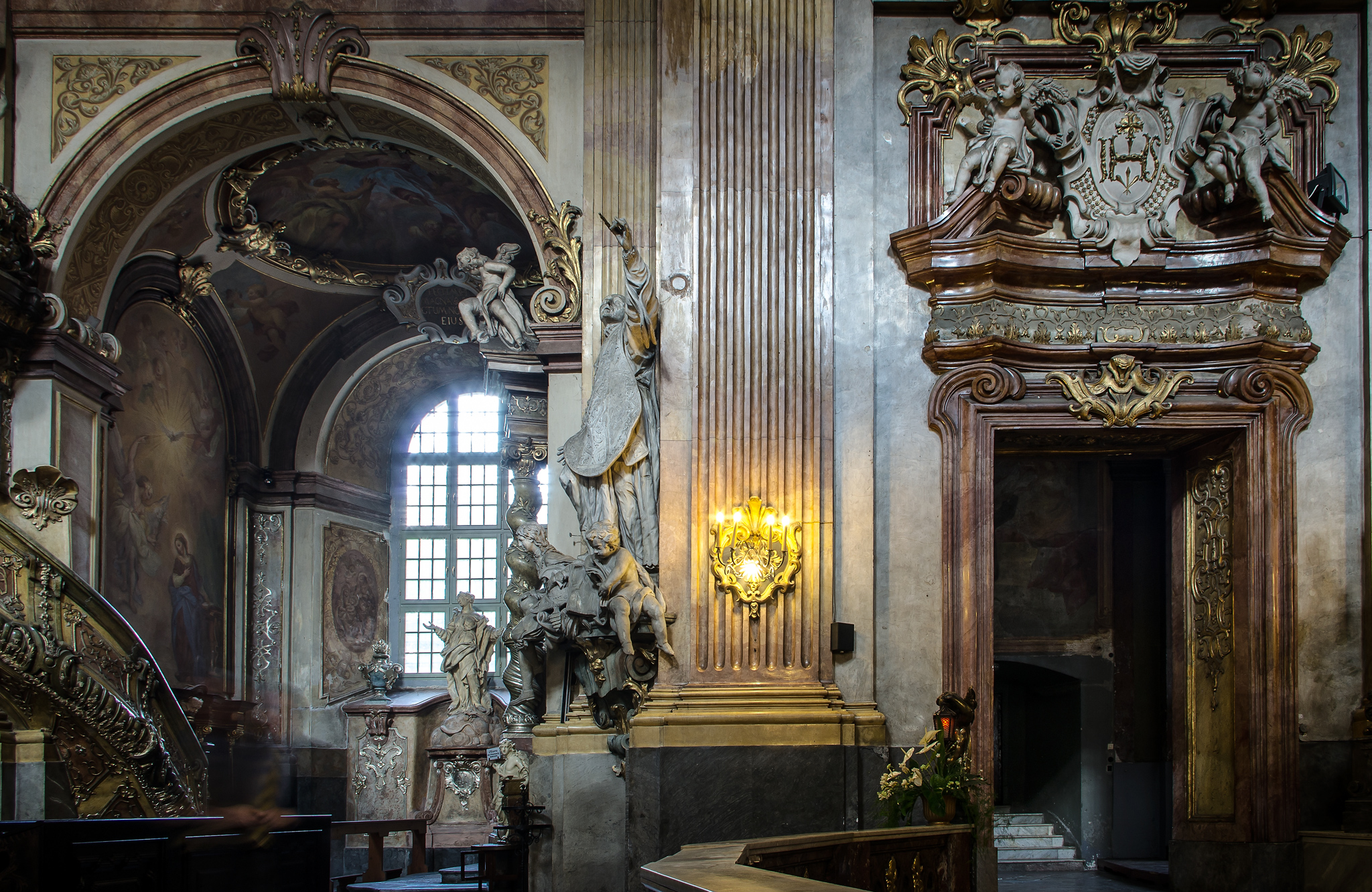
Rzeźbiarski wystrój wnętrz kościoła oraz fragment iluzjonistycznych fresków na ścianach i sklepieniach świątyni

Projektantem kościoła był włoski architekt Teodor Moretti, a budowę powierzono Mateuszowi Bienerowi i Janowi Knollowi (po śmierci Bienera w 1692, Knoll był jedynym kierującym budową). Poświęcenia kościoła dokonano 30 lipca 1698, ale dopiero w 1700 ukończono fasadę zachodnią, a w okresie 1703–1706 Johann Michael Rottmayr namalował cykl iluzjonistycznych fresków na ścianach i sklepieniach świątyni. Na fresku nawy głównej znajduje się wśród licznych postaci świętych oraz ówczesnych cesarzy austriackich także autoportret Rottmayra. Od 1722 do 1734 trwały prace nad rzeźbiarskim wystrojem kościoła prowadzone pod kierunkiem Krzysztofa Tauscha – wykonano sztukaterie, pilastry, gzymsy, ambonę, rzeźby, a także zachowane częściowo do dziś ławki, konfesjonały, kandelabry i świeczniki. Monumentalny ołtarz główny, ukończony w 1726 zaprojektował sam Tausch, on też namalował w 1725 obraz ołtarzowy przedstawiający obrzezanie Jezusa. Autorstwa Tauscha jest także ołtarz Męki Pańskiej z 1725 w kaplicy pw. Matki Bożej Bolesnej. Rzeźby ambony (1727–1728) oraz część rzeźb świętych przy wejściu do prezbiterium (1726) są dziełem znanego śląskiego rzeźbiarza Mangoldta, reszta wspomnianych rzeźb jest dziełem innego słynnego rzeźbiarza Siegwitza, który jest też autorem dwóch bogato zdobionych konfesjonałów.

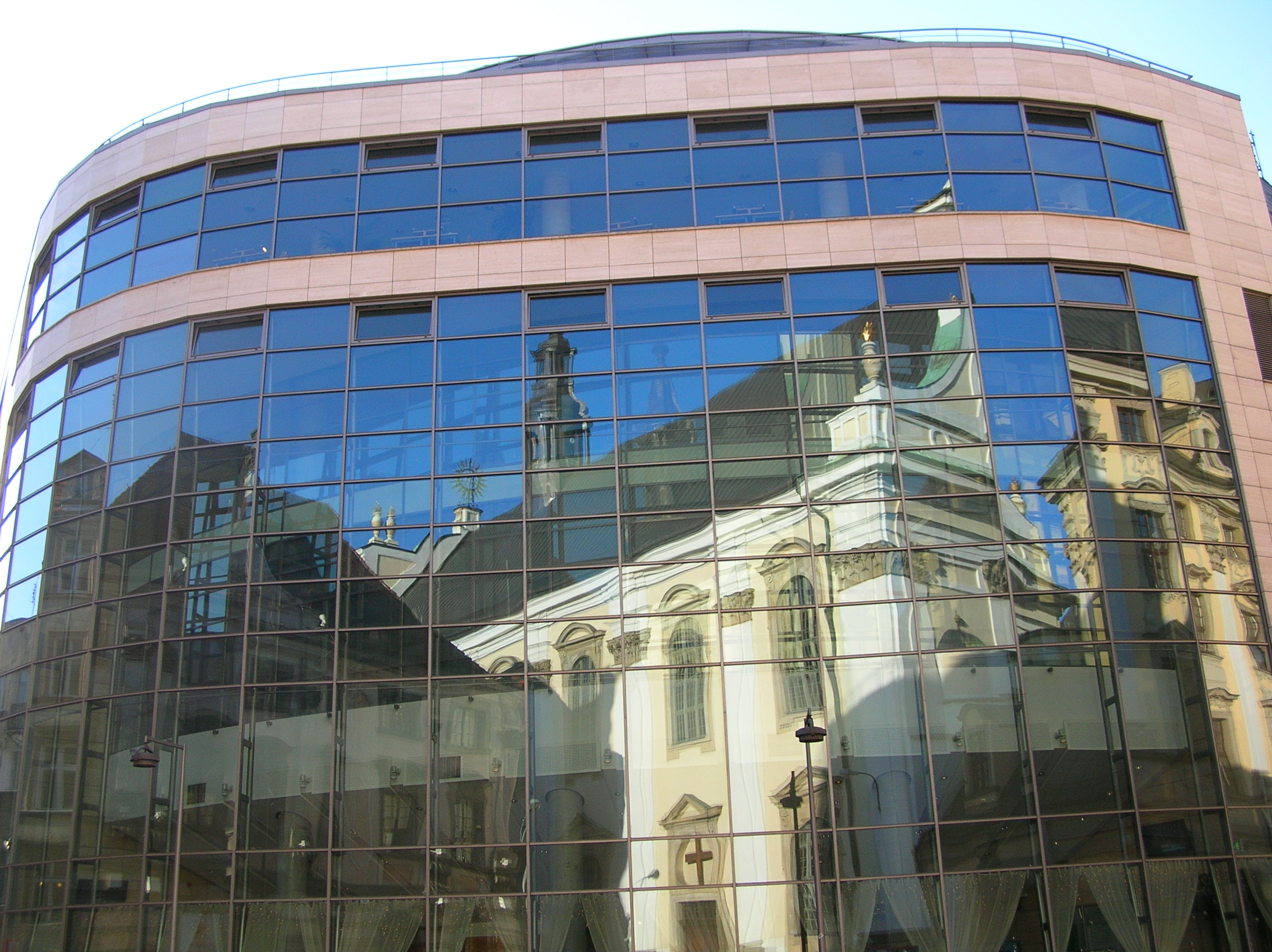
Odbicie fasady i sygnaturki kościoła imienia Jezus w szklanej ścianie budynku Wydziału Prawa Uniwersytetu Wrocławskiego

Pod koniec prac wykończeniowych kościoła wybudowano w sąsiedztwie (1728–1741) gmach kolegium jezuickiego, które od 1811 po dziś dzień pełni funkcję gmachu głównego Uniwersytetu Wrocławskiego.
Świątynia była kilkakrotnie opuszczana i lekko niszczona w wyniku katastrof (1748 wybuch pobliskiej Baszty Prochowej) i działań wojennych (wojna siedmioletnia 1756–1763, gdy przekształcono go na magazyn zboża; 1945), jednak nie poniosła zbyt dużych strat i barokowy wystrój oraz wyposażenie przetrwały do dziś.
W XIX wieku, a zwłaszcza w okresie 1879–1893 przebudowano większość barokowych ołtarzy kaplic bocznych (zachowując pierwotne elementy) m.in. zaopatrując je w nowo namalowane obrazy ołtarzowe. Jedynie w kilku ołtarzach zostały obrazy z XVII lub XVIII wieku. Powstała też wtedy gipsowa kopia Piety Michała Anioła. W 1926 zbudowano w oryginalnej, XVIII-wiecznej szafie organowej nowe organy, wykonane w pracowni organmistrzowskiej Wilhelma Sauera z Frankfurtu nad Odrą, które użytkowane są jako instrument liturgiczny i koncertowy.
W kwietniu 1945 trafiły do niego najcenniejsze zabytki sztuki sakralnej z innych wrocławskich kościołów.
Z oblężenia Festung Breslau w 1945 wyszedł z około dziesięcioprocentowymi zniszczeniami.
Po wojnie, po dokonaniu wstępnych prac zabezpieczających, we wrześniu 1946 przekazano go na potrzeby duszpasterstwa akademickiego.